# Кацнельсон, Леонид Михайлович
Леонид Михайлович Кацнельсон (2 августа, 1913, Феодосия, Крымская АССР — 1 августа, 1944, Биржай, Литовская ССР) — советский поэт-фронтовик, журналист, военный корреспондент газеты «Боевой натиск». Участник Великой Отечественной войны, награждён медалями «За боевые заслуги», «За оборону Сталинграда».

## Биография
Родился 2 августа 1913 года в городе Феодосии. Леонид Кацнельсон учился в Литературном институте, после окончания института работал в музее Маяковского. В 1939 году осенью был призван в Рабоче-крестьянскую Красную армию РККА, служил в городе Куйбышеве (7-й полк связи). Был заместителем политрука в газете «Красноармеец» Приволжского военного округа, читал лекции, писал стихи.
В начале Великой Отечественной войны газета «Красноармеец» была переименована в «Боевой натиск» и вошла в состав 21-й армии. В состав редакции вошли куйбышевские журналисты, среди который был инструктор-литератор — Леонид Михайлович Кацнельсон.
Военный корреспондент Л. М. Кацнельсон был на передовой, писал статьи, заметки, стихи, которые были опубликованы в газете «Боевой натиск».
21 июля 1942 года было опубликовано в газете «Боевой натиск» стихотворение «Товарищ, мы стали у тихого Дона...» Леонида Михайловича Кацнельсона:
|  | Товарищ, мы стали у тихого Дона Живой человечьей стеной. Кубанские степи за нашим кордоном, Сады молодые в убранстве зелёном, И Волга за нашей спиной… Товарищ, настала минута такая: Умри, но не дрогни и стой! |

Это стихотворение вдохновляло бойцов в борьбе с фашистскими захватчиками. Через два дня младший лейтенант Кочетков с бойцами на берегах Дона, обороняя высоту, сражались в неравном бою с немецкими танками и геройски погибли, не отступили ни на шаг от рубежа. Позже у младшего лейтенанта Кочеткова в кармане была найдена вырезка из газеты «Боевой натиск» со стихотворением «Товарищ, мы стали у тихого Дона...» поэта, Леонида Михайловича Кацнельсона.
В 1942 году капитан Кацнельсон Леонид Михайлович был награждён медалями «За боевые заслуги», «За оборону Сталинграда».
2 марта 1944 года Леонид Кацнельсон был отозван из газеты «Боевой натиск», его назначили заместителем редактора дивизионной газеты.
Леонид Михайлович Кацнельсон погиб в боях на 1-м Прибалтийском фронте 1 августа 1944 года, похоронен в братской могиле на воинском кладбище в городе Биржае.